# Miquel Valdés i Valdés
Miquel Valdés i Valdés (Tarragona, ? - França, 1950) fou un polític comunista català, diputat a les Corts Espanyoles durant la Segona República i conseller de la Generalitat durant la guerra civil espanyola.

## Biografia
El 1930 va participar en la fundació del Partit Comunista de Catalunya (PCC) com a referent al Principat del Partido Comunista de España (PCE) i de la línia oficialista, en substitució de la Federació Comunista Catalanobalear (FCCB). A partir del 1932 fou membre del comitè central. L'estiu del 1935 es va fer càrrec de la direcció del partit, i accelerà el procés d'acostament a les altres formacions marxistes del Principat, si bé procurà excloure les formacions heterodoxes (que confluïren en el Partit Obrer d'Unificació Marxista, POUM). Alhora participà en el Front d'Esquerres, i fou elegit diputat a les corts espanyoles per la circumscripció de Barcelona (febrer de 1936). En integrar-se el PCC en el Partit Socialista Unificat de Catalunya (PSUC) fou membre del seu comitè executiu, i més tard fou també secretari d'organització.
Al govern de la Generalitat de Catalunya ocupà les conselleries de Treball i Obres Públiques (26 de setembre de 1936- abril de 1937). Posteriorment en esclatar el conflicte sobre la relació entre el PSUC i el PCE, va negar-se a condemnar Joan Comorera (defensor de l'autonomia del PSUC), motiu pel qual fou relegat en la direcció del partit.